# Achsah Mount Ely
Achsah Mount Ely (* 10. November 1846 in Millhurst, New Jersey, Vereinigte Staaten; † 13. Dezember 1904 in Poughkeepsie, New York (Bundesstaat), Vereinigte Staaten) war eine US-amerikanische Mathematikerin und Hochschullehrerin.  Sie war Professorin für Mathematik am Vassar College. 1891 war sie eine der ersten beiden Frauen, die in die New York Mathematical Society aufgenommen wurden.

## Leben und Werk

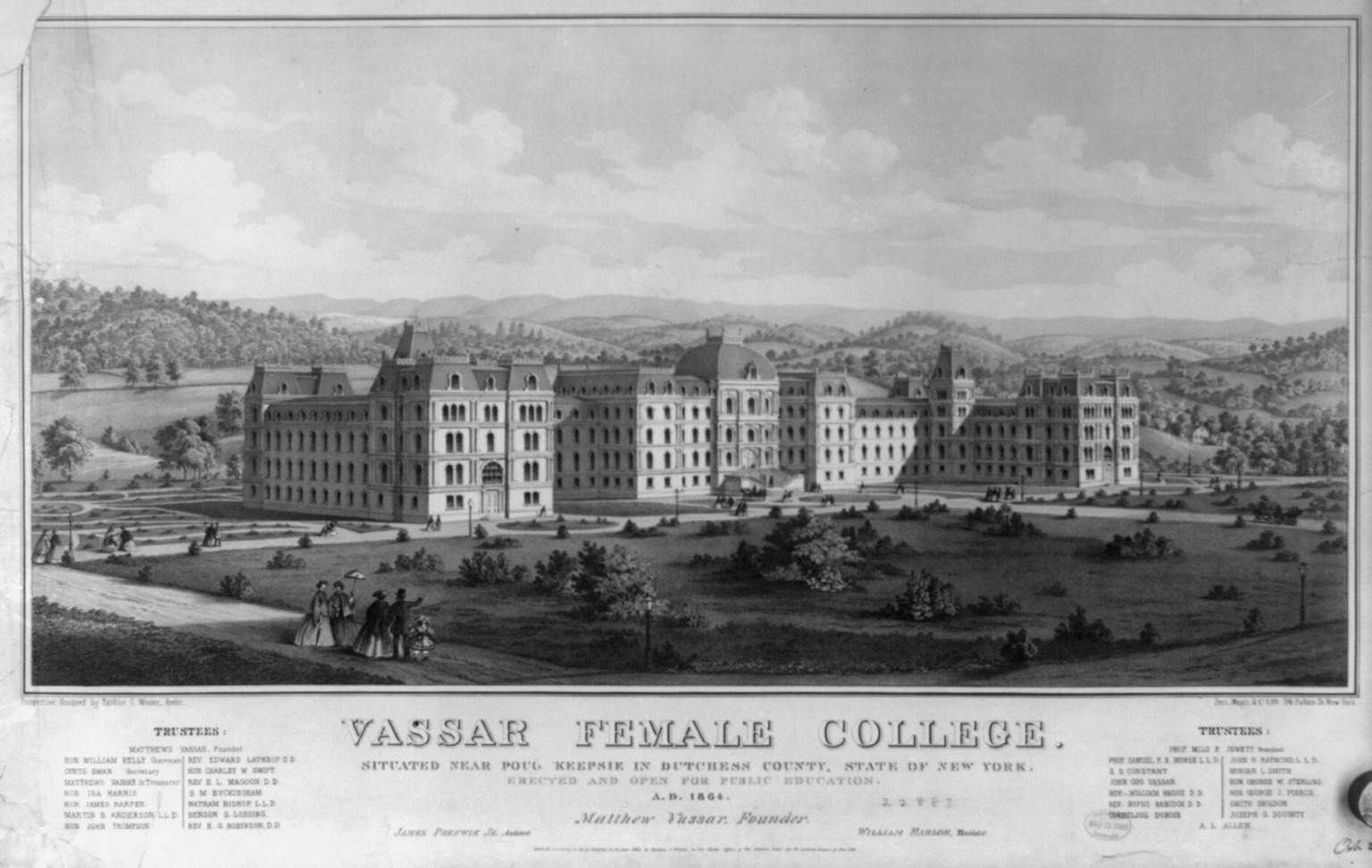
Vassar College, um 1862

Ely war eines von acht Kindern des Bauern Joseph J. Ely (1814–1885) und Catherine Conover (1815–1901). Die einzigen ihrer jüngeren Geschwister, die das Erwachsenenalter erreichten, waren Ann Hunt Ely (1850–1918) und Katherine Ely (1859–1927). Ely studierte am Young Ladies Seminary in Freehold, New Jersey, einer 1844 gegründeten Institution, die einen fortgeschrittenen Lehrplan anbot und von Amos Richardson, einem Absolventen des Dartmouth College, geleitet wurde. Nach ihrem Abschluss 1863 dort wartete sie darauf, dass das Vassar College seine ersten Klassen aufnahm, und trat 1865 in das College ein. Sie wurde von Charles S. Farrar (1826–1903) unterrichtet, der Vassars erster Professor für Mathematik, Chemie und Physik war. Ely studierte auch Astronomie bei Maria Mitchell und war eine der Absolventinnen des Vassar College, die mit Mitchell nach Burlington in Iowa reisten, um die Sonnenfinsternis am 7. August 1869 zu beobachten. Sie schloss ihr Studium am Vassar College am 24. Juni 1868 ab.
Nach ihrem Abschluss war sie zwei Jahre lang Rektorin des Connecticut Literary Institute in Suffield. Einige Jahre später zog sie nach New Jersey, um Rektorin des Hightstown Female Seminary in Hightstown zu werden, wo sie bis Juni 1876 unterrichtete. Sie wurde dann als Lehrerin an das Normal College in New York City berufen und begann dort am 20. September 1876 zu unterrichten. Das Normal College wurde 1870 als Frauencollege zur Ausbildung von Lehrerinnen gegründet und später Hunter College genannt. Während ihrer Zeit dort erhielt Ely Urlaub, um ein Aufbaustudium am Newnham College in Cambridge in England und dann an der Chicago University zu absolvieren, einem 1856 als College und Berufsschule gegründeten Baptistencollege, das 1872 Frauen zugelassen hatte.
1887 kehrte Ely als Leiterin der Mathematikabteilung an das Vassar College zurück und trat die Nachfolge von Priscilla Braislin an. Sie erweiterte das Angebot der Mathematikabteilung und zum Studium der analytischen Festkörpergeometrie beschaffte sie Geld, um die Gipsmodelle zu kaufen, die von Ludwig Brill und Martin Schilling in Darmstadt hergestellt wurden und noch heute in der Rockefeller Hall des College ausgestellt sind.
Am 1. Mai 1891 wurde sie in die New York Mathematical Society aufgenommen, am selben Tag wie Charlotte Angas Scott. Sie nahm an dem zweiten Internationalen Mathematikerkongress teil, der im Sommer 1900 in Paris stattfand, und war eine von sieben Frauen unter den etwa 250 Mathematikern. Unter Elys Führung wurde die erste promovierte Mathematikerin in die Abteilung aufgenommen. Ruth Gentry erhielt 1896 den ersten Doktortitel, der einer Frau vom Bryn Mawr College verliehen wurde, nachdem sie in Berlin und Paris studiert hatte, bevor sie 1894 eine Stelle am Vassar College annahm, wo sie bis 1902 lehrte. Etwa zu dieser Zeit bot das College Möglichkeiten für ein Graduiertenstudium an, das fortgeschrittene Kurse in projektiver Geometrie, Differentialgleichungen und modernen Methoden der Analytik umfasste. Die Absolventen studierten fortgeschrittene Integralrechnung, Quaternionen und analytische Mechanik.
Ely war von Beginn an aktives Mitglied der Alumnae Association des Vassar College und war von 1871 bis 1872 Vorsitzende des ersten Komitees, das sich für eine Vertretung der Alumnae im Kuratorium einsetzte. Von 1885 bis 1890 war sie Vorsitzende des Ausschusses, der die Finanzierung des Alumane Gymnasiums (1889) sicherte, das ihr zu Ehren später Ely Hall genannt wurde. Sie war von 1894 bis 1896 Präsidentin der Vassar Association.
Am 13. Dezember 1904 arbeitete Ely auf dem Campus des Vassar College. Als sie über den Campus ging, erlitt sie einen tödlichen Herzinfarkt. Sie wurde auf dem Old Tennent Churchyard in Tennent in Monmouth County, New Jersey beerdigt.
Elys Geburtsjahr wird zwar in allen Aufzeichnungen mit 1845 angegeben, auf ihrem Grabstein steht jedoch 1846.